# Denis Mahon

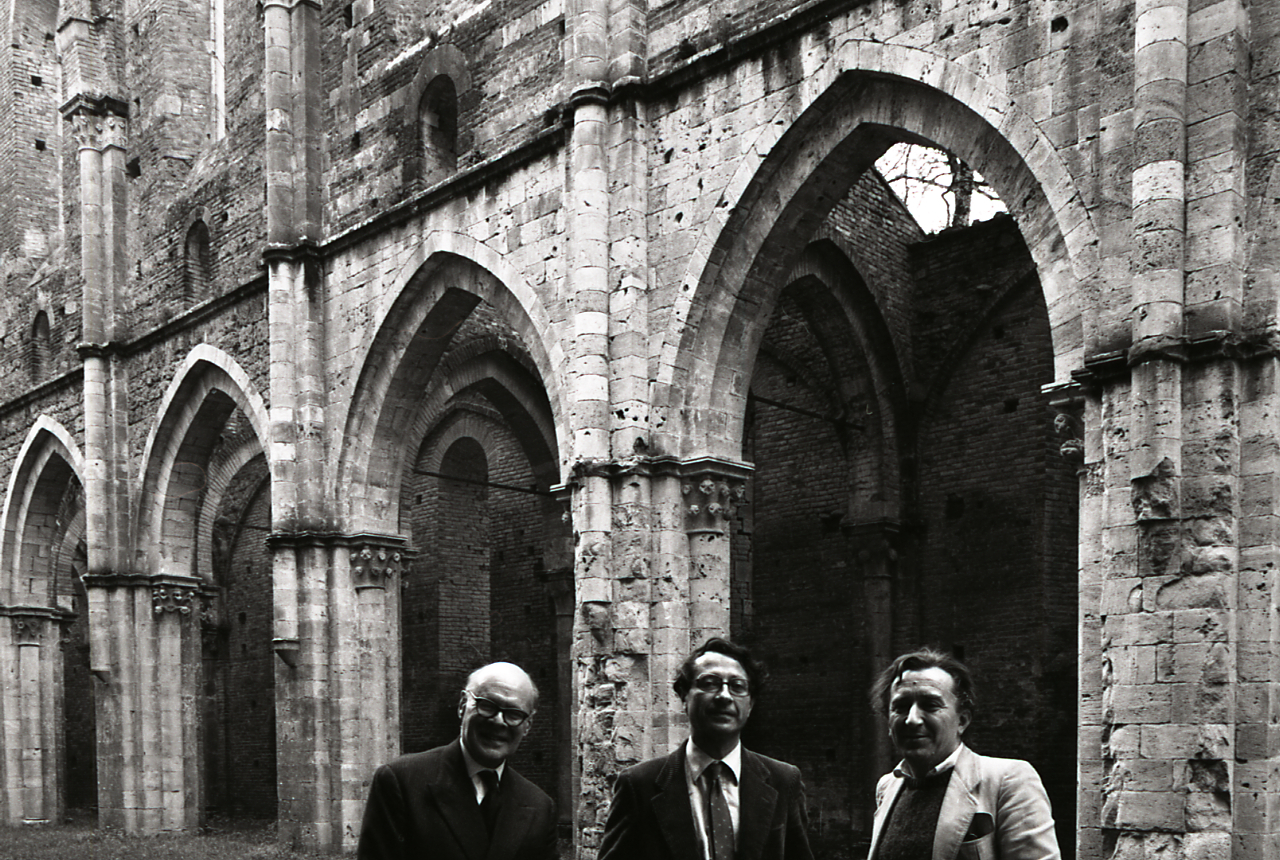
Denis Mahon mit Andrea Emiliani und Pier Luigi Cervellati in Chiusdino. Foto von Paolo Monti.

Sir John Denis Mahon, CH, CBE (* 8. November 1910 in London; † 24. April 2011 ebenda) war ein britischer Kunsthistoriker, Kunstsammler und Experte des italienischen Barock.

## Leben
Denis Mahon wuchs als Sohn von John FitzGerald Mahon, dem vierten Sohn von Sir William Vesey Ross Mahon (1813–1893), und Lady Alice Evelyn Browne, der Tochter des fünften Marquess of Sligo, Henry Browne, in wohlhabenden Verhältnissen auf. Er studierte zunächst am Eton College sowie später am Christ Church College der University of Oxford, wo er seinen Master erwarb. Nach einem Jahr am Ashmolean Museum unter Kenneth Clark wechselte er zu Nikolaus Pevsner an das Courtauld Institute, wo er unter anderem mit Otto Kurz in intensivem Kontakt stand. Mahons 1947 publizierten Studies in Seicento Art Theory stellen die wichtigste akademische Monographie des Kunsthistorikers dar; in späteren Jahren verantwortete er neben der Publikation zahlreicher Aufsätze vor allem Ausstellungen in England, Irland, den Vereinigten Staaten und Italien.
1964 wurde Mahon zum Mitglied (Fellow) der British Academy gewählt. 1967 wurde er zum Commander of the Order of the British Empire (CBE) ernannt; der Ritterschlag zum Knight Bachelor erfolgte 1986. Im Jahr 2002 wurde er zum Companion of Honour ernannt. In Italien erhielt Mahon bereits 1957 die Medaglia ai benemeriti della cultura e dell'arte; 1982 wurde er zum Ehrenbürger von Cento ernannt, der Heimatstadt Guercinos. Mahon erhielt Ehrendoktorate von der University of Newcastle (1969), der University of Oxford (1994) sowie den Universitäten in Rom (1998) und Bologna (2002).

## Sammlung und Förderung der Museen
Sein erstes Kunstwerk, ein Gemälde Guercinos, kaufte Mahon 1934 in Paris für nur 120 £. In den Folgejahren trug er zahlreiche weitere Barockgemälde und Zeichnungen zusammen, die er entweder aufgrund der damals geringen Wertschätzung dieser Epoche oder aufgrund seiner einzigartigen Fähigkeit, qualitätvolle Arbeiten berühmter Meister zu identifizieren, häufig zu ähnlich niedrigen Preisen erwarb („They were worth nothing in the Thirties . . . for thirty years I had the field to myself“). Als er 1945 auf Guido Renis Raub der Europa bot, war sein einziger Konkurrent ein französischer Kunsthändler (Arnold Wiggins), der es auf den Rahmen des 18. Jahrhunderts abgesehen hatte, in diesem Fall konnte Mahon das Bild für nur 85 £ erwerben. Viele Werke – darunter neben Arbeiten Guercinos und Renis von Annibale Carracci, Caravaggio oder Nicolas Poussin – leitete er ohne Gewinnspanne direkt an verschiedene europäische Museen weiter. Zumindest anfänglich vereitelte allerdings das geringe Interesse an Barockgemälden den Erwerb einiger dieser Gemälde durch die öffentlichen Sammlungen: Guercinos Elias wird von den Raben gefüttert, das Mahon 1936 für nur 200 £ aus der Sammlung der Barberini in Rom erwerben konnte und für denselben Preis der National Gallery anbot, wurde vom damaligen Direktor Kenneth Clark abgelehnt und verblieb deshalb für weitere Jahre zunächst in Mahons privater Sammlung, wo es in den 1990er Jahren auf einen Wert von mittlerweile 4.000.000 £ geschätzt wurde. Später fungierte Mahon als Trustee der National Gallery (1957–1964 und 1966–1973) und lenkte in dieser Position den Erwerb mehrerer barocker Schlüsselwerke durch das Museum.
1970 kam es zu einer folgenreichen Kontroverse zwischen Denis Mahon und David Eccles, dem damaligen Generalzahlmeister (Paymaster General) und Minister für die Künste, über das von Eccles vorgeschlagene Ende kostenfreier Eintritte in nationale Museen. In Zusammenhang mit dem Streit weigerte sich das Finanzministerium, eine Erbschaftssteuer, die Mahon nach dem Tod seiner Mutter zu entrichten hatte, mit der Schenkung von Annibale Carraccis Marienkrönung zu vergelten – einem Kunstwerk, dessen Wert die geforderte Steuerschuld zu diesem Zeitpunkt um ein Vielfaches übertraf. 1971 verkaufte Mahon das Gemälde an das Metropolitan Museum of Art in New York.
In späteren Jahren stiftete oder verlieh Denis Mahon die Bilder und Zeichnungen seiner Sammlung (deren Wert 1998 auf 50.000.000 £ geschätzt wurde – Mahon selbst gab an, er habe im 20. Jahrhundert nie mehr als 2.000 £ für ein Gemälde und insgesamt nur rund 50.000 £ ausgegeben) an verschiedene Museen in England (der National Gallery (London), dem Ashmolean Museum, der National Gallery of Scotland, dem Fitzwilliam Museum, der Birmingham Art Gallery und dem Temple Newsma House in Leeds), der Pinacoteca Nazionale di Bologna und der National Gallery of Ireland in Dublin. Die Übergaben sind zum größten Teil als Dauerleihgaben des Art Fund erfolgt, die an zwei Bedingungen geknüpft wurden: Die betroffenen Museen dürfen zu keinem Zeitpunkt Kunstwerke aus ihrem Bestand veräußern, und sie müssen den freien Eintritt für die Besucher gewährleisten.
Am 24. April 2011 verstarb der Sammler in London im Alter von 100 Jahren.

## Werke (Auswahl)
- Studies in Seicento Art and Theory. Warburg Institute, London 1947.
- Mostra dei Carracci – disegni. Edizioni Alfa, Bologna 1956.
- Il Guercino (Giovanni Francesco Barbieri, 1591–1666): Catalogo critico dei dipinti. Edizioni Alfa, Bologna 1967 (gemeinsam mit Cesare Gnudi).
- Guercino: Master Painter of the Baroque. Washington, DC 1992 (hg. gemeinsam mit Andrea Emiliani, Diane De Grazia und Sybille Ebert-Schifferer).
- Nicolas Poussin: Works from his first years in Rome. Jerusalem 1999.
- Come lavorava Caravaggio. Viviani, Rom 2006.